# The Body (Buffy the Vampire Slayer)
The Body es el decimosexto episodio de la quinta temporada de Buffy the Vampire Slayer.
Es quizás una de los episodios más tristes de la serie, ya que trata sobre la muerte de Joyce Summers la madre de Buffy Summers y Dawn Summers. De hecho no se ve sino un vampiro en todo el episodio.
Se emitió tres veces, y solo en la primera emisión obtuvo la nota más alta en Nielsen, 3'5 de cuota de pantalla.

## Argumento
Buffy trata de despertar a Joyce. Llama por teléfono a emergecias y la operadora la indica que haga un intento de reanimación cardiaca. Cuando Buffy le dice que su madre está fría, le dice que espere a los médicos de urgencias.
Buffy llama a Giles pero lo que dice no es muy coherente. Al fin llega la ambulancia y Buffy tiene una visión de su madre volviendo y recuperándose completamente, pero solo es su imaginación. Llegan los médicos, hablan un poco con Buffy, le indican que no mueva el cuerpo y se tienen que marchar, dejando a Buffy sola en la casa.
Buffy está limpiando su vómito del suelo cuando llega Giles, que creía que había sido atacada por Glory, pero entonces ve el cuerpo de Joyce y comprendiendo lo ocurrido abraza a la chica.
Dawn está en clase de arte cuando aparece Buffy y le da la noticia. Dawn empieza a gritar y a llorar y luego se desmaya. Xander y Anya conducen en silencio hacia la universidad para recoger a Willow y a Tara. Willow está obsesionada con qué ropa llevar, volcando todo su dolor y frustración en encontrar ese suéter azul que tanto le gustaba a Joyce. Tara la besa y le dice que tienen que ser fuertes por Buffy y Dawn. Anya empieza a preguntar cosas extremadamente inapropiadas, Willow se enfada pero Anya sólo demuestra que está muy afectada y que no sabe qué hacer, pues no está habituada a la muerte. Xander demuestra su frustración atravesando con la pared el puño. Finalmente van a reunirse con Buffy, Dawn y Giles.
El doctor confirma que fue un aneurisma y le asegura a Buffy que su madre no sufrió. Giles se encarga del papeleo. Dawn se dirige al baño mientras que Xander, Willow y Anya van a buscar comida para todos. Buffy y Tara se quedan solas y ésta le habla a Buffy sobre la muerte de su madre y le dice que puede contar con ella. Mientras, Dawn entra en el tanatorio, ve el cuerpo de Joyce y empieza a levantar la sábana. Detrás de ella, un vampiro se levanta, pero Dawn se da la vuelta a tiempo. Buffy echa en falta a Dawn y la encuentra justo a tiempo para salvarla. La sábana que cubre el cuerpo de Joyce ha caído al suelo. Ambas se quedan mirando al cuerpo sin vida de su madre. Dawn se levanta y se acerca con intención de tocar el cuerpo.

## Reparto

### Personajes principales
- Sarah Michelle Gellar como Buffy Summers.
- Nicholas Brendon como Xander Harris.
- Alyson Hannigan como Willow Rosenberg.
- Emma Caulfield como Anya Jenkins.
- Michelle Trachtenberg como Dawn Summers.
- James Marsters como Spike (acreditado, pero no aparece).
- Anthony Stewart Head como Rupert Giles.

### Apariciones especiales
- Amber Benson como Tara Maclay.
- Kristine Sutherland como Joyce Summers.
- Randy Thompson como Doctor Kriegel.

### Personajes secundarios
- J. Evan Bonifant como Kevin.
- Rae'ven Larrymore Kelly como Lisa.
- Kelli Garner como Kirstie.
- Tia Matza como Profesora.
- Loanne Bishop como Operadora de 911.
- Kevin Cristaldi como Paramédico #1.
- Stefan Umstead como Paramédico #2.
- John Michael Herndon como Vampiro.

## Producción